# 真野善一
真野 善一（まの よしかず、1916年（大正5年）1月2日 - 2003年（平成15年）12月20日）は、日本のインダストリアルデザイナーである。東京府（現・東京都）出身。

## 経歴・人物
東京高等工芸学校（現在の千葉大学）卒業後、商工省（現在の経済産業省）に入省し陶磁器の試験所にて勤務する。後に高島屋に入社し、東京支社内の設計部に所属するも後に退社した。その後は職を転々としながら、1950年（昭和25年）に卒業した千葉大学の教授として復帰した。
翌1951年（昭和26年）には、創業者であり当時社長を務めていた松下幸之助からの招聘により、松下電器産業（現在のパナソニック）に入社し、当時新設されたデザイン工業部門に所属した。後に冷蔵庫や扇風機、二次電池等多くの電化製品の設計に携わり、同社部門の課長に就任した。1954年（昭和29年）に日本インダストリアルデザイン協会の理事長や、1973年（昭和48年）には、松下電器産業内の意匠センター所長を歴任する。1977年（昭和52年）には武蔵野美術大学の教授も務め、1986年（昭和61年）の退職まで学生に対しデザイン授業を開講した。

## 受賞歴
- 毎日デザイン賞 工業デザイン賞（1953年）- ノミネート[2]。
- 毎日デザイン賞 産業賞（1957年）- 真野が所属した工業デザイン部門意匠課として受賞[1][2]。

## 著書
- 『木のとり』